# Handen på hjärtat
Handen på hjärtat (originaltitel: Magic Town) är en amerikansk romantisk komedi från 1947 med James Stewart och Jane Wyman, regisserad av William A. Wellman. Stewart spelar en opinionsmätare som tror sig ha hittat en stad som perfekt speglar hur USA tänker och tycker. Det var en av de första filmerna om opinionsundersökning, en vetenskap som då just hade dykt upp.

## Handling
Opinionsmätaren Lawrence 'Rip' Smith (spelad av James Stewart) letar förgäves efter en opinionsmätares heliga graal, en stad i Amerika som perfekt speglar samhällets sammansättning över hela landet. Misströstandet är stort och hans firma går under, precis den dag som han mottar ett brev från en gammal armékompis (numera lärare) som berättar om hur invånarna i dennes lilla stad tyckte i specifikt val. Resultaten visar sig överstämma nästan exakt med det riktiga resultaten och Smith upptäcker snart att staden är just vad han sökte efter. Smith ser nu dollartecknen framför sina ögon, men vet att ingen annan än hans medarbetare kan få reda på vad de upptäckt.
Smith och hans två kompanjoner beger sig till staden och utger sig för att vara som försäkringsagenter - de vet nämligen att om folket i staden får reda på hur "speciella" de är så kommer de att börja tänka annorlunda och därmed förstöra hela idén. De lyckas övertyga en firma att låta dem göra en undersökning åt dem, om de lyckas så hägrar fler kontrakt i framtiden.
Under sitt möte med stadens borgmästare hör Smith hur en yngre kvinna försöker övertyga borgmästaren och stades råd att göra förändringar, att bygga ut och planera för framtiden. Smith vet direkt att om detta skulle inträffa skulle hans "magiska stad" mycket väl kunna gå förlorad och han stormar därför in och håller ett passionerat tal om hur bra staden ser ut som den är i nuläget och att inget borde ändras. (Detta efter att ha varit i staden i hela en timme).
Smith går också och besöker sin vän från armén som nu arbetar som lärare. Skolbarnen blir mäkta imponerade när de inser att denne man är inte bara en gammal armépolare utan även en fd framgångsrik basketspelare (men han blev skadad under kriget).
Nästa dag kan man läsa i tidningen att den nytillkomne Smith inte vet sin plats och att han som utomstående ligger näsan i blöt på ett sätt han inte borde. Rasande tar sig Smith in på stadens tidningskontor, men inser snabbt att artikeln är skriven av samma person som han förstörde borgmästarmötet för, hon är tidningens redaktör - Mary Peterman.
Smith försöker övertyga Peterman att han minsann inte vill staden något illa (och han vet att han kommer att vara där ett tag om hans experiment fungerar) och börjar därför coacha stadens ungdomsbasketlag.
Allt eftersom tiden går blir Smith och Peterman allt mer intresserade av varandra och magin ligger verkligen i luften. Till slut, efter två veckors arbete, har man alla detaljer man behöver för sin egen opinionsundersökning från den "perfekta staden". Man skickar iväg resultaten och de visar sig överstämma perfekt med det nationella resultatet som en annan opinionsfirma tagit fram. Pengarna hägrar.
Men så hör Mary hur Smith sitter i samtal med andra och förstår hur det hela ligger till, enda orsaken till att han är i stan är dess populationsmässiga sammansättning. Hon skriver surt en avslöjande artikel om det hela. När nyheten når den nationella pressen svärmar journalister och utomstående till stan, alla vill ha sin del av "det genomsnittliga Amerika". Den lilla staden förlorar snabbt sin charm och dessutom, precis som Smith trodde, så blir inte längre några opinionsundersökningar gjorda i staden tillförlitliga - folk tänker efter för mycket och tror de är speciella. När nästa undersökning publiceras märker alla hur det numera ligger till och den lilla staden blir Amerikas komeditavla.
Men så lätt ger man inte upp, och nu lägger man ner mycket arbete på att få upp folks känslor av sammanhållning och tilltro till staden. Och kanske finns det fortfarande kärlek i luften mellan Smith och Mary.

## Rollista (i urval)
- James Stewart - Rip Smith
- Jane Wyman - Mary Peterman
- Kent Smith - Hoopendecker
- Ned Sparks - Ike
- Wallace Ford - Lou
- Regis Toomey - Ed Weaver
- Ann Doran - fru Weaver
- Donald Meek - herr Twiddle
- Ann Shoemaker - Ma Peterman